# Marjolein Lindemans
Marjolein Lindemans, née le 17 février 1994 à Louvain, est une athlète belge, spécialiste de l'heptathlon.

## Carrière
Marjolein Lindemans est médaillée de bronze aux Championnats du monde d'athlétisme jeunesse 2011 ainsi qu'aux Championnats d'Europe juniors d'athlétisme 2013.